# 서은애
서은애(徐銀愛, 1967년 5월 8일 ~ , 경상남도 진주시)은 대한민국의 경상남도 제6·7·8대 경상남도 진주시의원이다.

## 학력
- 삼현여자고등학교 졸업
- 상명여자대학교 교육학과 학사 졸업

### 비학위 수료
- 연세대학교 행정대학원 지방자치도시행정 석사과정 재학

## 경력
- 진주여성민우회 대표
- 행정자치부 정책자문위원회 자문위원
- 2012.04 ~ 2014.06 제6대 경상남도 진주시의회 의원
- 2012.04 ~ 2012.07 제6대 경상남도 진주시의회 전반기 환경도시위원회 위원
- 2012.04 ~ 2012.07 제6대 경상남도 진주시의회 전반기 예산결산특별위원회 위원
- 2012.07 ~ 2014.06 제6대 경상남도 진주시의회 후반기 기획경제위원회 위원
- 2012.07 ~ 2014.06 제6대 경상남도 진주시의회 후반기 의회운영위원회 위원
- 2012.07 ~ 2014.06 제6대 경상남도 진주시의회 후반기 예산결산특별위원회 위원
- 2012.07 ~ 2014.06 제6대 경상남도 진주시의회 후반기 윤리특별위원회 위원
- 2012.11 ~ 2012.12 제6대 경상남도 진주시의회 기획총무위원회 행정사무감사 위원
- 2013.11 ~ 2013.12 제6대 경상남도 진주시의회 기획경제위원회 행정사무감사 위원
- 2014.07 ~ 2018.06 제7대 경상남도 진주시의회 의원
- 2014.07 ~ 2016.07 제7대 경상남도 진주시의회 전반기 기획경제위원회 위원
- 2014.07 ~ 2016.07 제7대 경상남도 진주시의회 전반기 의회운영위원회 위원
- 2014.07 ~ 2016.07 제7대 경상남도 진주시의회 전반기 예산결산특별위원회 위원
- 2015.12 ~ 2015.12 제7대 경상남도 진주시의회 기획총무위원회 행정사무감사 위원
- 2016.07 ~ 2018.06 제7대 경상남도 진주시의회 후반기 복지산업위원회 위원
- 2016.07 ~ 2018.06 제7대 경상남도 진주시의회 후반기 의회운영위원회 위원
- 2016.07 ~ 2018.06 제7대 경상남도 진주시의회 후반기 예산결산특별위원회 위원
- 2016.12 ~ 2016.12 제7대 경상남도 진주시의회 복지산업위원회 행정사무감사 위원
- 2017.01.25 더불어민주당 입당
- 2017.06 ~ 2017.06 제7대 경상남도 진주시의회 복지산업위원회 행정사무감사 위원
- 2018.07 ~ 2022.06 제8대 경상남도 진주시의회 의원
- 2018.07 ~ 2020.07 제8대 경상남도 진주시의회 전반기 경제도시위원회 위원
- 2018.07 ~ 2020.07 제8대 경상남도 진주시의회 전반기 도시환경위원회 위원
- 2018.07 ~ 2020.07 제8대 경상남도 진주시의회 전반기 예산결산특별위원회 위원
- 2018.09 ~ 2018.09 제8대 경상남도 진주시의회 경제도시위원회 행정사무감사 위원
- 2018.11 ~ 2018.11 제8대 경상남도 진주시의회 진주시역세권도시개발사업추진관련의혹등에대한 행정사무조사 위원
- 2019.05 ~ 2020.05 제8대 경상남도 진주시의회 진주시시내버스발전을위한특별위원회 위원
- 2019.06 ~ 2019.06 제8대 경상남도 진주시의회 도시환경위원회 행정사무감사 위원

## 역대 선거 결과
|  | 41.60% |

|  | 34.79% |

|  | 53.73% |